# Pergalumna anellata
Pergalumna anellata är en kvalsterart som beskrevs av Hammer 1961. Pergalumna anellata ingår i släktet Pergalumna och familjen Galumnidae. Inga underarter finns listade i Catalogue of Life.